# Слингер (Висконсин)
Слингер (енгл. Slinger) град је у америчкој савезној држави Висконсин.

## Демографија
По попису из 2010. године број становника је 5.068, што је 1.167 (29,9%) становника више него 2000. године.
| Група             | 2000.         | 2010.         |
| Белци             | 3.790 (97,2%) | 4.835 (95,4%) |
| Афроамериканци    | 10 (0,3%)     | 25 (0,5%)     |
| Азијати           | 7 (0,2%)      | 32 (0,6%)     |
| Хиспаноамериканци | 54 (1,4%)     | 116 (2,3%)    |
| Укупно            | 3.901         | 5.068         |